# Štatol
Štatol, imenovan tudi Erzjanski štatol (erzjansko Štatol, ěrzäń štatol), je voščena sveča, ki se uporablja v tradicionalnih obredih Erzjanov (erzjansko Ineškipazněń Kemema). Sveča je postavljena v dekorativno leseno posodo, ki služi kot podstavek.

## Opis
Tradicionalni štatol je visok 3,5 vrška (približno 25 cm) in širok 1,5 vrška (približno 10,7 cm). Teža sveče je znašala približno en funt (približno 0,4 kg). Stenj sveče je bil izdelan iz lanene niti. Sredi sveče je bil privezan rušnik (doma tkana brisača). Podstavek za svečo je bil izdelan iz lesa in je imel obliko ozkega vozila ali kadi.
Za erzijski praznik »Ras'ken' Ozks« se izdeluje veliko večja sveča, katere višina lahko doseže več kot 3 metre, premer pa 40 cm, teža te sveče pa znaša 165 kg.

## Etimologija
Izraz »štatol« etimološko izvira iz erzjanskih besed šta ('vosek') in tol  ('ogenj'). Najstarejša znana uporaba tega izraza v neerzjanskem viru je v Razlagalnem slovarju živega velikega ruskega jezika (rusko: Толковый словарь живого великорусского языка), ki ga je objavil ruski leksikograf Vladimir Dalj leta 1863.

## Uporaba in simbolika
Štatol simbolizira življenje, spoštovanje prednikov in minevanje časa. Lesena posoda, v katero je postavljena sveča, se imenuje jandava (erzjansko jandava). Jandava, izklesane iz lipovih debel, imajo simbolično obliko race. Štatoli in jandave se pogosto uporabljajo med Ras'ken' Ozks, Verya Ozks in drugimi erzjanskimi obredi.